# Saint-Julien-du-Verdon
Saint-Julien-du-Verdon ist eine französische Gemeinde mit 176 Einwohnern (Stand 1. Januar 2022) im Département Alpes-de-Haute-Provence in der Region Provence-Alpes-Côte d’Azur. Sie gehört zum Kanton Castellane im Arrondissement Castellane.

## Geographie
Der Lac de Castillon, ein Stausee auf 879 m, und der Fluss Verdon bilden im Süden die Gemeindegrenze zu Demandolx. Die weiteren Nachbargemeinden sind Angles im Nordosten, Vergons im Osten, Castellane im Westen und Saint-André-les-Alpes im Nordwesten.

## Bevölkerungsentwicklung
| Jahr      | 1962 | 1968 | 1975 | 1982 | 1990 | 1999 | 2006 | 2012 |
| --------- | ---- | ---- | ---- | ---- | ---- | ---- | ---- | ---- |
| Einwohner | 75   | 64   | 66   | 67   | 94   | 108  | 134  | 154  |